# 4617 Zadunaisky
4617 Zadunaisky eller 1976 DK är en asteroid i huvudbältet som upptäcktes den 22 februari 1976 av Félix Aguilar-observatoriet. Den är uppkallad efter den argentinske astronomen Pedro E. Zadunaisky.
Asteroiden har en diameter på ungefär 32 kilometer.